# 500 када
500 када је југословенски телевизијски филм из 1981. године. Режирао га је Милан Јелић, а сценарио је писао Гордан Михић.

## Радња
На стовариште једног предузећа, неко је донео и оставио 500 када за купање, за које нико не зна чије су, коме су намењене и шта са њима треба чинити. Заседа раднички савет у присуству инспектора.

## Улоге
| Глумац                     | Улога                         |
| -------------------------- | ----------------------------- |
| Никола Симић               | Тржишни инспектор             |
| Властимир Ђуза Стојиљковић | Стојко Стојковић              |
| Ружица Сокић               | председница радничке контроле |
| Оливера Марковић           | Јела чистачица                |
| Милан Гутовић              | Цојко                         |
| Ђорђе Јелисић              | Данило                        |
| Предраг Лаковић            | Милун Шековић                 |
| Драгољуб Милосављевић      | Портир                        |
| Миленко Павлов             | Син портира                   |
| Бранко Петковић            | Конобар                       |
| Ђорђе Пура                 | Ватрогасац                    |
| Жарко Радић                | Зубар                         |